# Малютин, Максим Сергеевич
Макси́м Серге́евич Малю́тин (бел. Максім Сяргеевіч Малюцін; род. 16 сентября 1988, Ярославль) — белорусский хоккеист, вратарь.

## Биография
В сезоне 2005—2006 начал карьеру в клубе «Витебск-2». В том же сезоне дебютировал в белорусской Экстралиге в команде «Витебск», проведя всего 6 матчей. Сезон 2007—2008 провёл в «Витебск-2» в Высшей лиге чемпионата Белоруссии, сыграв лишь один матч в Экстралиге за первую команду. В сезоне 2007—2008 сыграл в Экстралиге за «Витебск» 24 матча. Сезон 2008—2009 провёл в Континентальной хоккейной лиге за «Динамо-Минск». В сезоне 2009—2010 выступал за «Витебск». 26 февраля 2010 года перешёл в клуб «Юность-Минск».
На международном уровне Малютин играет за национальную сборную Белоруссии, в составе которой выступал на молодёжном чемпионате мира в 2008 году. Был вызван в национальную сборную для участия в зимних Олимпийских играх 2010 в Ванкувере, но в играх не участвовал.